# Louise-Angélique Bertinová
Louise-Angélique Bertinová (15. ledna 1805, Les Roches, Essonne – 26. dubna 1877, Paříž) byla francouzská hudební skladatelka a básnířka.

## Život
Otec skladatelky, Louis-François Bertin, a později i její bratr, byli vydavateli vlivného časopisu Journal des débats. S podporou celé rodiny se Louise věnovala hudbě. Jejím učitelem byl hudební pedagog François-Joseph Fétis, který také v roce 1825 řídil soukromé rodinné představení její první opery Guy Mannering, komponované na vlastní libreto podle románu Sira Waltra Scotta. Tato opera nebyla nikdy provedena veřejně. O dva roky později však měla v pařížské Opéra-Comique premiéru její druhá opera Le Loup-garou (Vlkodlak) jejíž libreto podle románu Eugène Scribe napsal Edmond-Joseph-Ennemond Mazères.
Ve věku 21 let začala pracovat na opeře Fausto na své vlastní libreto podle Fausta J. W. Goetheho. Opera měla premiéru v roce 1931, ale neměla velký úspěch. Uskutečnila se pouze tři představení.
V té době se Bertinová spřátelila se spisovatelem Victorem Hugem, který pro ni napsal libreto další opery La Esmeralda podle svého románu Chrám Matky Boží v Paříži. Uvedení opery bylo doprovázeno řadou nešťastných událostí. Byla obviněna, že měla přes svého bratra mimořádná privilegia u vedení divadla, že část hudby nenapsalal sama, ale skladatel Hector Berlioz, který jí pomáhal s produkcí a do všeho se ještě vložila církevní censura, která mezitím román Viktora Huga zařadila mezi libri prohibiti. Premiéra se konala 14. listopadu 1836. Při sedmém představení došlo k veřejným projevům nevole. Skladatelka se rozhodla, že již nikdy žádnou operu komponovat nebude. Nicméně Ferenc Liszt v roce 1837 zpracoval klavírní výtah opery a zkomponoval klavírní transkripci árie "Air chanté par Massol". Totéž libreto později zhudebnil ruský skladatel Alexandr Sergejevič Dargomyžskij.
Tento slib sice dodržela, ale zkomponovala řadu skladeb jiných žánrů. Kromě toho vydala dva svazky poezie. Za sbírku Nouvelles Glanes obdržela cenu Francouzské akademie.

## Dílo

### Opery
- Guy Mannering (libreto Louise Bertinová), opéra comique (1825 Bièvres)
- Le Loup-garou (libreto Eugène Scribe a Edouard-Joseph Mazères), opéra comique (1827 Paris)
- Fausto (libreto Louise Bertinová podle J. W. Gothe), opera semiseria (1831 Paříž)
- La Esmeralda (libreto Victor Hugo, 1836 Paříž)

### Další skladby
- 12 kantát
- 5 komorních symfonií
- 5 smyčcových kvartet
- Klavírní trio
- 6 klavírních balad
- Písně

### Literární dílo
- Les Glanes (1842)
- Nouvelles Glanes (1876)